# Argyrodiaptomus neglectus
Argyrodiaptomus neglectus é uma espécie de crustáceo da família Diaptomidae.
É endémica do Brasil.